# Морилес
Морилес (на испански: Moriles) е населено място и община в Испания. Намира се в провинция Кордоба, в състава на автономната област Андалусия. Общината влиза в състава на района (комарка) Кампиния Сур. Заема площ от 20 km². Населението му е 3950 души (по преброяване от 2010 г.). Разстоянието до административния център на провинцията е 65 km.

## Демография
| 1997 | 1999 | 2000 | 2001 | 2002 | 2003 | 2004 | 2005 | 2006 | 2007 |
| ---- | ---- | ---- | ---- | ---- | ---- | ---- | ---- | ---- | ---- |
| 3748 | 3795 | 3797 | 3748 | 3747 | 3808 | 3835 | 3874 | 3884 | 3923 |